# Eintracht Frankfurt
Eintracht Frankfurt je njemački nogometni klub iz grada Frankfurta.
Jedan su od najstarijih klubova u Njemačkoj.

## Klupski uspjesi

### Domaći uspjesi
Prvenstvo Zapadne Njemačke:
- Prvak (1): 1959.

Bundesliga:
- Drugi (1): 1932.

2. Bundesliga:
- Prvak (1): 1998.
- Drugi (1): 2012.

Njemački kup (DFB-Pokal):
- Prvak (5): 1974., 1975., 1981., 1988., 2018.
- Finalist (4): 1964., 2006., 2017., 2023.

### Regionalna natjecanja
- Oberliga Süd
  - prvak: 1953., 1959.
  - drugoplasirani: 1954., 1961., 1962.
- Prvenstvo Južne Njemačke
  - prvak: 1930., 1932.
  - doprvak: 1913., 1914., 1931.
- Nordkreis Liga
  - prvak: 1912., 1913., 1914.
- Kreisliga Nordmain
  - prvak: 1920., 1921.
  - doprvak: 1922.
- Bezirksliga Main-Hessen
  - prvak: 1928., 1929., 1930., 1931., 1932.
  - doprvak: 1933.
- Gauliga Südwest/Mainhessen
  - prvak: 1938.
  - doprvak: 1937.
- Kup Hessena
  - pobjednik: 1946., 1969.

### Europski uspjesi
Kup prvaka
- Finalist (1): 1959./60. (finale)

Kup UEFA/UEFA Europska liga: 
- Prvak (2): 1979./80., 2021./22.

Intertoto kup:
- Prvak (1): 1966./67.

Kup Alpa:
- Prvak (1): 1967.

## Vanjske poveznice
- Službene klupske stranice (njem.), (engl.), (jap.)